# Vank
Vank a fost o trupă de pop rock alternativ din România fondată în 1994. Avea în componență patru membri, Victor Cenușă, Alex Belciu, Nicu Sârghea și Cornel Ilie, însă în 2008 Cornel Ilie a anunțat desființarea trupei pe site-ul oficial, creând apoi o nouă formație cu numele de Vunk, care îi are în componență pe Cornel Ilie, Nicu Sârghea, Bogdan Crucianu și Gabi Maga.